# Sondra Locke
Sondra Locke, född 28 maj 1944 i Shelbyville, Tennessee, död 3 november 2018 i Los Angeles, Kalifornien, var en amerikansk skådespelare och regissör. 
Locke gjorde sin filmdebut i Hjärtats ensamhet (1968), för vilken hon Oscarnominerades. Den följdes av filmer som Willard (1971) och gästroller i TV innan hon spelade mot Clint Eastwood i Mannen utanför lagen (1976). Locke och Eastwood inledde ett förhållande och syntes det kommande årtiondet i flera filmer tillsammans. Hon regidebuterade 1986 med Ratboy, som dock inte fick något större genomslag. Hon satsade därefter främst på regissörskarriären framför skådespeleriet och hennes nästa film var Impulse (1990) med Theresa Russell i huvudrollen. Förhållandet med Eastwood tog slut i slutet av 1980-talet och hon stämde honom. De nådde en uppgörelse och hon fick kontrakt som regissör hos Warner Bros. i utbyte mot att dra tillbaka sin stämning. Hon fick dock inga jobb för Warner och stämde senare Eastwood för bedrägeri för att han skulle ha betalt Warner för kontraktet. De nådde sedan en uppgörelse igen. 
Hon behandlades 1990 för bröstcancer och hade en tid ett förhållande med läkaren Scott Cunneen. Hon publicerade sin självbiografi, The Good, the Bad, and the Very Ugly – A Hollywood Journey 1997. Hon gifte sig 1967 med sin homosexuelle vän Gordon Anderson.[källa behövs]
Locke gjorde ytterligare två roller i mindre filmer 1999 (Clean and Narrow) och 2000 (The Prophet's Game) men drog sig senare tillbaka.

## Filmografi i urval
| År   | Filmtitel                    | Roll                   |
| ---- | ---------------------------- | ---------------------- |
| 1972 | A Reflection of Fear         | Marguerite             |
| 1974 | The Second Coming of Suzanne | Suzanne                |
| 1977 | Death Game                   | Jackson                |
| 1977 | Hetsjakten                   | Augustina "Gus" Malley |
| 1978 | Den vilda fighten            | Lynn Halsey-Taylor     |
| 1980 | Nu fightas vi igen           | Lynn Halsey-Taylor     |
| 1980 | Bronco Billy                 | Antoinette Lily        |
| 1983 | Sudden Impact                | Jennifer Spencer       |